# Alfred de Windisch-Graetz
Alfred Candidus Ferdinand, Principe de Windisch-Graetz (uneori scris Windischgraetz sau Windisch-Grätz) (n. 11 mai 1787 la Bruxelles – d. 21 martie 1862 la Viena) a fost un general austriac. A comandat acțiunea de reprimare a Revoluției din 1848–1849 și a fost pentru o perioadă comandantul trupelor imperiale austriece.